# Itamonte
Itamonte is een gemeente in de Braziliaanse deelstaat Minas Gerais. De gemeente telt 14.611 inwoners (schatting 2009).

## Aangrenzende gemeenten
De gemeente grenst aan Alagoa, Baependi, Bocaina de Minas, Itanhandu, Pouso Alto en Resende (RJ).